# District de Trichur

Localisation du district de Thrissur dans le Kerala

Le district de Trichur ou officiellement district de Thrissur, est un des quatorze districts de l'État du Kerala en Inde. 

## Géographie
Son chef-lieu est la ville de Trichur.
Au recensement de 2001 sa population était de 2 974 232 habitants pour une superficie de 3 032 km2.

## Liste des Tehsil
Il est divisé en cinq Tehsil :
- Talappilly
- Chavakkad
- Thrissur
- Kodungallur
- Mukundapuram

## Personnalités
- Khadija Mumtaz (née en 1955), médecin et romancière.
- M. Leelavathy (née en 1927), écrivaine et pédagogue en langue malayalam.